# Reação de Mitsunobu
A reação de Mitsunobu é uma reação orgânica que converte um álcool em uma variedade de grupos funcionais, tais como um éster, utilizando trifenilfosfina e um azodicarboxilato, tal como azodicarboxilato de dietilo (DEAD) ou azodicarboxilato de diisopropilo (DIAD). O álcool é submetido a uma inversão da estereoquímica. Foi descoberto por Oyo Mitsunobu (1934-2003).
Várias revisões foram publicadas.